# Lago de Staz
O Lago Staz é um lago localizado no Vale de Engadin, no Cantão de Grisons, Suíça, perto do Lago de São Moritz. Este lago é rodeado pela Floresta de Staz ("Stazerwald").